# 廷德克利帕峰
廷德克利帕峰（德語：Tindeklypa），是南極洲的山峰，位於毛德皇后地的瑪塔公主海岸，處於伊斯廷德峰以北1.6公里，屬於阿爾曼嶺的一部分，由德國探險隊拍攝空中照片，現時由南極條約體系管理。
72°5′S 2°22′W / 72.083°S 2.367°W